# Pesca al colpo
Con il termine pesca al colpo si indica una specialità di pesca che si avvale dell'uso di un galleggiante, per segnalare l'abboccata del pesce. Si divide in varie tecniche tra cui pesca alla roubaisienne, pesca all'inglese, pesca alla bolognese e pesca con la canna fissa.